# 조선민주주의인민공화국의 인터넷
이 문서는 조선민주주의인민공화국의 인터네트, 조선민주주의인민공화국의 인터넷 관련 정보를 기술한다.

## 개요
조선민주주의인민공화국(통칭 북한)은 세계에서 유일하게 인터넷에 접속하고 있지 않다고 알려져 있었지만, 최근 들어서 적극적으로 IT사업을 추진하고 있다. 다만 북한의 인터넷은 인트라넷으로 불리는 북한 국내망을 중심으로 국제 접속은 매우 한정되어 있다. 조선민주주의인민공화국의 접속 서비스는 평양전화국이 실시하고 있고, 전화선에 의한 접속과 광섬유 케이블에 의한 접속의 양쪽 모두가 가능하다. 현재 국내에서의 인터넷의 보급도는 도시지역을 중심으로 높아지고 있고 사이트도 한 두개씩 개설하고 있다. 또, 평양 도심에는 PC방이 존재하지만 주로 외국인이 이용한다.
북한에서는 사설 인터넷 서비스 제공자가 존재하지 않는다. 그러나 몇몇 정부 엘리트들은 중국으로 향하는 비밀 링크를 통해 인터넷에 접속하고 있다. 김정일은 스스로 "인터네트를 즐긴다"면서 2002년에 그는 대한민국 웹사이트를 읽는 데 많은 시간을 보낸다고 언급하였다.
2010년 우리민족끼리가 트위터, 유튜브, 페이스북 계정을 등록하였다. 노동당 창건 65주년 기념식을 취지했던 외신기자들은 평양에서 트위터를 썼다. 북조선의 인터넷은 중국으로 통해서 국제 인터넷을 연결하되, 대한민국으로 인터넷 선전으로도 쓰는 우려가 있다. 이에 대해서 르몽드는 조선민주주의인민공화국이 대한민국에 비유적으로 사이버 전쟁을 선포하였다고 논하였다.
국가정보원은 조선민주주의인민공화국은 2010년 10월에 1000명 정도 있는 사이버 공격 조직이 있어 2010년 서울 G20 정상회의에 시도를 할 수 있다고 발표하였다.

## 인터넷 환경
외부 세계와 연결된 인터넷은 없지만 북한 안에서만 연결되는 인트라넷은 많이 발달돼 있다. 인트라넷 주소를 갖고 있는 기관이 수천 개나 된다. 북한은 2004년부터 2007년까지 3년동안 인트라넷용 광케이블을 주요 도시와 읍까지 연결했다. 평양의 데이터 전송속도는 70∼80Mbps, 지방 속도는 10Mbps로 한국의 2000년 수준이다.
그러나 2006년 6월 평양의 한 누리꾼이 '번개'를 제의해 실제로 300여명이 평양체육관에 모이는 사건이 발생하자 가정에서의 인트라넷접속이 모두 차단됐고 평양의 PC방들은 모두 폐쇄되었다. 그 사건 이후 북한의 인트라넷은 가정에서는 접속이 불가능하며 기관을 통해서만 접속이 가능하다.
하지만 2015년 1월 다시 개인에게 광명망이 허용이 되었음을 알 수가 있었고 지금은 다시 ADSL를 개인에까지 재설치를 하였음을 알수가 있다고 일요 신문이 보도를 하였음을 알 수가 있었다.
2017년에는 조선민주주의인민공화국의 기업인 고려링크가 출품한 HSPA USB Stick을 발매하여 3G 모바일 인트라넷 서비스를 하고 있음을 알수가 있는데 전 북한 주민에게 서비스가 되고 있다고 알려져 있음을 알수가 있다.
그리하여 조선민주주의인민공화국은 김정은의 재가하에 이루어져 있을 것으로 알려져 있고 이를 전주민에게 서비스를 하고 있음을 NK news가 단독 보도를 하였음을 알수가 있다.

## 대한민국과의 관계
대한민국 정부와 방송통신심의위원회는 2018년 기준 북한의 웹사이트의 접속을 일부 차단하고 있다. 일례로, 2004년 9월 조선민주주의인민공화국은 김일성방송대학 웹사이트를 열었다. 그러나 3일 뒤 대한민국의 인터넷정보제공자 (ISP)들은 국가정보원과 정보통신부의 명령으로 이 사이트와 민족통신, 조선신보, 조선 음악, 조선인포뱅크, 조선우표, 우리민족끼리를 포함한 다른 30개 사이트를 차단했다.
대개의 조선민주주의인민공화국 웹 사이트는 미국, 일본, 중국 등 해외에 서버가 있다. 비평가들은 IP 주소로부터 차단되는 것을 막기 위한 실용적인 방법이며, 많은 조선민주주의인민공화국 사이트들은 거대한 서버를 다른 수백 개의 사이트와 같이 사용하기 때문에, 실제 차단된 페이지는 상당히 늘어난다고 말한다. 3,000개의 관련된 사이트도 차단된 것으로 추측된다.
이 조치는 라디오와 텔레비전을 통한 조선민주주의인민공화국의 대남 선전에 대응하기 위한 것으로 보이며, 매우 오랜 기간 동안 제한될 것으로 보인다. 그러나 스마트폰으로 통해 접속하면 북한의 웹사이트가 차단되지 않는 우려가 있었지만 차단되었다. 그러나 프록시 서버를 이용해서 IP우회로 접속할 수 있다.

## 사이트 목록
다음은 접속 가능한 조선민주주의인민공화국 관련 사이트의 목록이다. 일부 폐쇄 또는 없어진 사이트는 2018년 7월 27일 (금) 17:42판을 참고하도록 한다.
- 조선민주주의 인민공화국 종합 홈페지

(http://www.dprkportal.kp 보관됨 2022-10-05 - 웨이백 머신)
- 구국전선 (http://www.aindft.com/ 보관됨 2020-08-05 - 웨이백 머신)
- 내나라 (http://naenara.com.kp/ 보관됨 2013-04-29 - 웨이백 머신)
- 려명 (http://www.ryomyong.com)
- 류경 (http://www.ryugyongclip.com 보관됨 2019-05-27 - 웨이백 머신)
- 류경 동영상, 사진 홈페지 (http://www.mediaryugyong.com.kp/ 보관됨 2017-05-15 - 웨이백 머신)
- 조선의 오늘 (https://www.dprktoday.com)
- 민족통신 (https://www.minjok.com)
- 인민대학습당 남산 (http://www.gpsh.edu.kp/ 보관됨 2020-08-09 - 웨이백 머신)
- 범민련공동사무국 (https://www.bommin.net/ 보관됨 2020-09-23 - 웨이백 머신)
- 조선관광 (http://www.tourismdprk.gov.kp/index.php/c_home?lang=kp 보관됨 2021-01-11 - 웨이백 머신)
- 조선민주주의인민공화국 외무성 (http://www.mfa.gov.kp/kp/) 보관됨 2021-02-07 - 웨이백 머신
- 우리민족끼리 (http://www.uriminzokkiri.com 보관됨 2016-03-07 - 웨이백 머신), 우리민족끼리 트위터 계정 (https://twitter.com/uriminzok)
- 재미동포 전국 연합회 (http://www.kancc.org)
- 재일본조선인총연합회(일본) (http://www.chongryon.com)
- 조선의 소리 (http://www.vok.rep.kp/)
- 조선신보(일본) (https://www.chosonsinbo.com/)
- 조선중앙통신사(조선민주주의인민공화국) (http://www.kcna.kp 보관됨 2020-09-12 - 웨이백 머신) 조선중앙통신사(일본 도쿄) (http://www.kcna.co.jp 보관됨 2004-10-06 - 웨이백 머신)
- 남북통일운동국민연합 (http://www.onekorea.or.kr)
- 조선체육기금 (http://www.ksf.com.kp/ 보관됨 2015-06-23 - 웨이백 머신)
- 조선예술 (http://korart.sca.kp/ 보관됨 2020-10-03 - 웨이백 머신)
- 만물상 - 연풍상업정보기술사 (http://manmulsang.com.kp/ 보관됨 2020-08-09 - 웨이백 머신)
- 평양소식 (http://pyongyang.news-site.net/ 보관됨 2014-08-10 - 웨이백 머신)
- 로동신문 (http://www.rodong.rep.kp/)
- 민족대단결 (http://www.gnu.rep.kp/ 보관됨 2015-07-10 - 웨이백 머신)
- 서광 (http://sogwang.com/kp 보관됨 2017-05-16 - 웨이백 머신)
- 고려항공 (http://www.airkoryo.com.kp/ 보관됨 2014-04-14 - 웨이백 머신)
- 청년전위 (http://youth.rep.kp/ 보관됨 2022-07-28 - 웨이백 머신)
- 조선민족보험총회사 (http://www.knic.com.kp/ 보관됨 2021-11-30 - 웨이백 머신)
- 메아리 (http://www.arirangmeari.com/ 보관됨 2017-05-12 - 웨이백 머신)
- 통일의 메아리 (http://www.tongilvoice.com/)
- 김책공업종합대학 (http://www.kut.edu.kp/ 보관됨 2019-05-11 - 웨이백 머신)
- 조선의 무역 (http://www.kftrade.com.kp 보관됨 2019-10-10 - 웨이백 머신)
- 금융정보국 (http://www.fia.law.kp/ 보관됨 2021-11-27 - 웨이백 머신)
- 벗 Friend (외국과의 문화 교류위원회) (http://www.friend.com.kp/ 보관됨 2012-08-15 - 웨이백 머신)
- 로인들을 위하여 (조선년로자보호련맹) (http://www.korelcfund.org.kp/ 보관됨 2014-05-16 - 웨이백 머신)
- 조선교육후원기금 (http://www.koredufund.org.kp/)
- 조선국제청소년려행사 (http://kiyctc.com.kp/ 보관됨 2016-09-20 - 웨이백 머신)
- 조선민주주의인민공화국 국가해사감독국 (http://ma.gov.kp/ 보관됨 2017-05-30 - 웨이백 머신)
- 김일성종합대학 룡남산 (http://ryongnamsan.edu.kp/ 보관됨 2017-08-29 - 웨이백 머신)
- 조선체육 (http://sdprk.org.kp/ 보관됨 2016-09-21 - 웨이백 머신)
- 불보라 (http://www.pulbora.edu.kp/) 보관됨 2020-08-09 - 웨이백 머신
- 평양 화가 (http://www.pyongyang-painters.com 보관됨 2016-01-18 - 웨이백 머신)
- 조선영화수출입사 (http://www.korfilm.com.kp 보관됨 2018-07-09 - 웨이백 머신)
- 조선료리 (http://cooks.org.kp/kp/ 보관됨 2020-08-09 - 웨이백 머신)
- 우리민족강당 (http://www.ournation-school.com/)
- 조선통신사 포토 서비스 (일본어) (http://www.kns-photo.com/)
- 평수제약합영회사 (http://pyongsu.com/)
- 민주조선 (http://www.minzu.rep.kp 보관됨 2022-01-04 - 웨이백 머신)
- 주체 (http://kass.org.kp/ 보관됨 2016-09-21 - 웨이백 머신)
- 미래 (http://www.mirae.aca.kp/ 보관됨 2019-09-29 - 웨이백 머신)
- 영생 - 김일성김정일기금 (http://www.naenara.com.kp/sites/kkf/)
- 희망 - 조선장애자보호련맹 중앙위원회 (http://www.naenara.com.kp/sites/kfpd/)
- 평양류경식품 (http://www.naenara.com.kp/sites/ryugyong/ 보관됨 2021-06-10 - 웨이백 머신)
- 조선록색후원기금 (http://www.naenara.com.kp/sites/kgf/)
- 조선민족유산보호기금 (http://www.naenara.com.kp/sites/national/)
- 조선우표 (http://www.korstamp.com.kp/home/index-ko.html 보관됨 2021-06-10 - 웨이백 머신)
- 금강산 (조선금강산국제려행사) (http://www.tour-kumgangsan.com/ 보관됨 2020-08-08 - 웨이백 머신)
- 조선의 출판물 (http://www.korean-books.com.kp/ko/)
- 인민보건 (http://www.moph.gov.kp/ 보관됨 2020-05-11 - 웨이백 머신)
- http://www.arirangmeari.com/ 보관됨 2017-05-12 - 웨이백 머신
- 평양시보 (http://www.pyongyangtimes.com.kp/ 보관됨 2017-11-30 - 웨이백 머신) (영자신문 - 영어)
- 고려여행사 (영어) (https://www.koryogroup.com)
- 2010년 상하이세계박람회 조선관 - fc2 블로그 (일본어, 일본) (http://expo2010dprkorea.web.fc2.com/)
- 대동 신용 은행 (영어) (http://www.phoenixcommercialventures.eu/feature-tour/daedong-credit-bank/)
- 조선의 출판물 (영어) (https://www.north-korea-books.com/ 보관됨 2020-08-07 - 웨이백 머신)
- GPI 컨설턴 (네덜란드어, 영어) (http://www.gpic.nl/)
- 조선민주주의인민공화국 우호 협회 (영어) (https://www.korea-dpr.com/)

## 같이 보기
- .kp: 조선민주주의인민공화국의 인터넷 도메인
- 대한민국의 인터넷